# Buongiorno
Buongiorno ist ein 1999 in Parma gegründetes multinationales Medienunternehmen im Bereich Mobile-Entertainment mit Hauptsitz in Mailand, das an der Borsa Italiana notiert war.
Das Unternehmen ist weltweit mit Büros in 25 Ländern auf fünf Kontinenten vertreten und hat rund 130 direkte Verbindungen zu Operatoren. Buongiorno ist Marktführer im stark segmentierten Markt für Mobile-Content wie Spiele, Klingeltöne, Infodienste und Werbung. Die Geschäftsaktivitäten fokussieren sich auf zwei Bereiche: Mobile-Mehrwertdienste, die direkt über die Marke Blinkogold sowie im Endkundengeschäft mit Telekommunikations- und Medienunternehmen vertrieben werden, und digitale Marketing Services (Buongiorno! Digital). Letztgenannte Sparte wurde im November 2011 ausgegliedert. Im Zuge der Fokussierung auf das Endkundengeschäft übernahm Buongiorno im April 2011 für 28,5 Mio. € das Unternehmen Dada.net S.p.A.

## Vermarktung
Im August 2010 wurde im Rahmen einer Partnerschaft mit Telefónica O2 der neue Service Prepaid Überraschung - Aufladen und Gewinnen in Deutschland lanciert. Als Angebot für Geschäftskunden startete Ende 2011 die Mobile Payment-Lösung Cashlog. Für Endkunden vertreibt Buongiorno in Deutschland die Services Blinkogold Entertainment und Blinkogold Games über den Online-Kanal im Abonnement. Im Mobile Internet werden unter der Marke "iTouch Services" Web Apps wie beispielsweise Mobile Games vermarktet.
Seit April 2010 ist die Tochtergesellschaft Buongiorno Deutschland GmbH Mitglied im DVTM (Deutscher Verband für Telekommunikation und Medien e.V., früher Freiwillige Selbstkontrolle Telefonmehrwertdienste), der sich für die Transparenz und den Verbraucherschutz zur Errichtung von einheitlichen Mindeststandards bei der Vermarktung von Mobilen Mehrwertdiensten einsetzt.

## Kritik
In Internetforen werden die Abodienste der Marke Blinkogold gelegentlich als unseriös bewertet, da manche Mobilfunknutzer nicht wissen, wie und wo sie die Mehrwertdienste abonniert haben. Sie erhalten unerwünscht SMS-Nachrichten ("Ihr SMS-Service wurde erfolgreich eingerichtet, nur EUR2.99/5T."), die den Abschluss eines Abonnements bestätigen und die Abbuchung von Beträgen über die Mobilfunkrechnung ankündigen.
Der Deutsche Konsumentenbund bietet einen Musterbrief zur Anfechtung, Widerruf und Kündigung der Dienste an.
Auf der Facebook Plattform sind einige Apps zu Diensten von Blinkogold Mobile Games verlinkt. Will man diese App haben, wird gleichzeitig ein Abo abgeschlossen.